# Carignan-de-Bordeaux
Carignan-de-Bordeaux é uma comuna francesa na região administrativa da Nova Aquitânia, no departamento da Gironda. Estende-se por uma área de 8,77 km². Em 2010 a comuna tinha 4 012 habitantes (densidade: 457,5 hab./km²).